# نادي الجيل موسم 2012–13
شاركَ نادي الجيل في دوري الدرجة الأولى السعودي 2012–13 حيثُ خاض 30 مباراةً نجحَ خلالها في حصدِ 34 نقطة وهو ما مكّنه من احتلالِ المركز الثالث عشر في جدول ترتيب الدوري وكان على بعدِ مركزٍ واحدٍ فقط من الهبوط نحو دوري الدرجة الثانيّة. حلَّ النادي الأحسائي خلف الحزم الذي جاء ترتيبهُ في الدوري في المركز الثاني عشر برصيدِ 35 نقطة فقط أي على بعد نقطة واحدة عن نادي الجيل، ثمّ نادي الوطني الذي جاء في المركز الحادي عشر برصيد 36 نقطة أي بفارقِ نقطتين فقط عن الجيل.

## نظرة عامّة
| المنافسة                   | أول مباراة                  | آخر مباراة        | الدور الافتتاحي | المركز النهائي    | السجل | السجل | السجل | السجل | السجل | السجل | السجل | السجل   |
| المنافسة                   | أول مباراة                  | آخر مباراة        | الدور الافتتاحي | المركز النهائي    | لعب   | ف     | ت     | خ     | له    | عليه  | ف.أ.  | الفوز % |
| -------------------------- | --------------------------- | ----------------- | --------------- | ----------------- | ----- | ----- | ----- | ----- | ----- | ----- | ----- | ------- |
| دوري الدرجة الأولى السعودي | 08 تشرين الثاني/نوفمبر 2012 | 02 أيار/مايو 2013 | الجولة الأولى   | المركز الثالث عشر | 30    | 9     | 7     | 14    | 36    | 42    | −6    | 030٫00  |
| كأس خادم الحرمين الشريفين  | –                           | –                 | –               | –                 | 0     | 0     | 0     | 0     | 0     | 0     | +0    | —       |
| المجموع                    | المجموع                     | المجموع           | المجموع         | المجموع           | 30    | 9     | 7     | 14    | 36    | 42    | −6    | 030٫00  |

المصدر: المنافسات

### حصيلة النتائج
| الفريق ╲ الجولة | 1 | 2 | 3 | 4 | 5 | 6 | 7 | 8 | 9 | 10 | 11 | 12 | 13 | 14 | 15 | 16 | 17 | 18 | 19 | 20 | 21 | 22 | 23 | 24 | 25 | 26 | 27 | 28 | 29 | 30 |
| --------------- | - | - | - | - | - | - | - | - | - | -- | -- | -- | -- | -- | -- | -- | -- | -- | -- | -- | -- | -- | -- | -- | -- | -- | -- | -- | -- | -- |
| نادي الجيل      | W | W | D | W | L | L | D | L | W | L  | L  | D  | D  | L  | L  | L  | W  | W  | D  | D  | W  | W  | L  | D  | L  | L  | L  | L  | L  | W  |

### ملخص النتائج
| شامل | شامل | شامل | شامل | شامل | شامل | شامل | شامل | على أرضه | على أرضه | على أرضه | على أرضه | على أرضه | على أرضه | خارج أرضه | خارج أرضه | خارج أرضه | خارج أرضه | خارج أرضه | خارج أرضه |
| لعب  | ف    | ت    | خ    | أ.ل  | أ.ع  | ف.أ  | ن    | ف        | ت        | خ        | أ.ل      | أ.ع      | ف.أ      | ف         | ت         | خ         | أ.ل       | أ.ع       | ف.أ       |
| ---- | ---- | ---- | ---- | ---- | ---- | ---- | ---- | -------- | -------- | -------- | -------- | -------- | -------- | --------- | --------- | --------- | --------- | --------- | --------- |
| 30   | 9    | 7    | 14   | 36   | 42   | −6   | 34   | 5        | 4        | 6        | 23       | 25       | −2       | 4         | 3         | 8         | 13        | 17        | −4        |

## الدوري

### معلومات عامّة
بداية الموسم
بدأ الجيل موسمهُ الكرويّ الجديد في دوري الدرجة الأولى بدايةً جيّدةً حيثُ تمكّن في الجولة الأولى من تحقيقِ انتصارٍ مهمٍ في الأحساء على حساب نادي الرياض بـ 4 – 2، ثمّ انتصر في الجولة الثانيّة خارج قواعدهِ بـ 3 – 2 على حسابِ نادي ربيع جدّة في مدينة جدة. تعثَّر الجيلُ في الجولة الثالة حينما سقطَ في فخّ التعادل أمام نادي الطائي في ملعب الأمير عبد الله بن جلوي. كان الجيلُ يسير في تلك المباراة نحو انتصارٍ دراماتيكي لكنّ الطائي فاجأهُ بهدف التعادل في اللحظات الأخيرة لتنتهي المباراةُ بالتعادل الإيجابي 3 أهداف في كلّ شبكة.
واصل الجيلُ سلسلة نتائجهِ الحسنة حينما حقَّق في الجولة الرابعة انتصارًا مهمًا خارج الديار على حسابِ نادي النجمة بهدف نظيف. أولُ سقوطٍ للفريق الأحسائي كان يوم الثامن عشر من تشرين الثاني/أكتوبر 2012 لحساب مباريات الجولة الخامسة حينما تمكّن نادي أبها من الفوزِ بـ 2 – 1 في الأحساء. خسارة الجولة الخامسة كانت مؤثّرة جدًا على نادي الجيل الذي دخل في دوامةٍ من الخسائر والتعادلات؛ حيثُ خسر في الجولة السادسة أمام نادي حطين بهدفٍ نظيفٍ في مدينة جازان، ثمّ تعادل في الجولة المواليّة على أرضيّة ملعبه أمام نادي الأنصار (1 – 1) القادم من المدينة المنورة.
لم يستفق الجيلُ من سلسلة كبواته حيثُ واصل مسلسل السقوطِ حينما خسر في الجولة الثامنة أمامَ نادي الحزم في مدينة الرس بهدفين مقابل واحد. انتفضَ الجيلُ أخيرًا في الجولة التاسعة حينما تغلّب بصعوبةٍ كبيرةٍ على نادي سدوس في الأحساء وذلك بعد 43 يومًا كاملًا من آخر فوزٍ له. عاد النادي الأحسائي سريعًا لمسلسل الخسائر حينما سقطَ في الجولة العاشرة في ميدانهِ أمام نادي القادسية بهدفينِ مقابل واحد.
فازَ الجيل في أربع مباريات وتعادل في اثنتين بينما خسر أربع مبارياتٍ أخرى في عشر جولاتٍ لعبها في بداية الدوري جامعًا بذلك 14 نقطة ضامنًا لنفسه مكانًا في منتصف جدول الترتيب ولو مؤقتًا.
منتصف الموسم
دخل الجيلُ في منتصف الموسم وعينهُ على تحقيقِ المزيدِ من النتائج الإيجابيّة كما فعل في أول أربع مبارياتٍ عند بداية الدوري لكنّه اصطدمَ في الجولة الحاديّة عشر بنادي العروبة في مدينة سكاكا فخسر بهدفين مقابل واحد، ثمّ تعادل تعادلًا مُخيّبًا للآمال على أرضيّة ملعبه أمامَ نادي الخليج بهدفٍ لمثله، تلاهُ تعادلٌ هو الثاني على التوالي في الجولة الثالثة عشر أمام نادي الوطني في مدينة تبوك بلا أهداف.
دخل الجيلُ في دوامةٍ من النتائج السلبيّة بعدها حيتُ خسر في الجولة الرابعة عشر أمام نادي النهضة بـ 3 – 2 في الأحساء، أعقبها خسارةٌ هي الثاني على التوالي في الجولة الخامسة عشر ضدّ نادي الباطن بهدفٍ نظيقٍ، وخسارة أخرى في الجولة السادسة عشر أمام نادي الرياض في العاصِمة السعوديّة بهدفين مقابل واحد.
استفاقَ النادي الأحسائي أخيرًا في الأول من شباط/فبراير 2013 حينما كسر سلسلة هزائمهِ بفوزٍ مهمٍ في الجولة السابعة عشر على نادي ربيع جدّة بهدفٍ نظيفٍ، ثمّ انتصر من جديدٍ في الجولة الثامنة عشر على حسابِ نادي الطائي في ملعبِ هذا الأخير بنفس نتيجة الجولة السابقة. سقطَ الجيلُ في فخّ التعادل على ميدانهِ في الجولة التاسعة عشر أمام نادي النجمة، ثمّ اختتم منتصف موسمهِ عبر تعادلٍ هو الثاني على التوالي في الجولة العشرين ضدّ نادي أبها في مدينة أبها.
حقَّق الجيلُ انتصارين فقط بينما تعادل في أربع مبارياتٍ وخسر مثلها في 10 جولات لعبها في منتصف الدوري ليجمع بذلك 10 نقاطٍ فقط من أصلِ 30 ممكنة.
نهاية الموسم
بدأ النادي الأحسائي آخر 10 جولاتٍ له بدايةً قويّةً حيثُ تمكّن في الجولة الواحدة والعشرين من تحقيقِ انتصارٍ مهمٍ على نادي حطين في ملعب الأمير عبد الله بن جلوي، ثمّ تمكَّن في الجولة المواليّة من تحقيقِ ثاني انتصارٍ على التوالي وكان ضدّ نادي الأنصار في مدينة الأمير محمد بن عبد العزيز الرياضية. سقط الجيل في الجولة الثالثة والشعرين سقوطًا كبيرًا حينما اكُتسح على أرضيّة ميدانه أمام الحزم بأربعة أهداف مقابل واحد وهي أثقل خسارة يتعرض لها الفريق هذا الموسم.
أثّرت خسارةُ الحزم في لاعبي الجيل ففشل الفريقُ في الجولة الرابعة والعشرين حينما تعادلَ أمام نادي سدوس في الرياض، ثمّ دخل في أطول سلسلة خسائر له في الدوري حينما خسرَ من الجولة الخامسة والعشرين حتى الجولة ما قبل الأخيرة. بدأت الخسارةُ الأولى في السابع والعشرين من آذار/مارس 2013 أمام نادي القادسيّة بهدفٍ نظيفٍ في ملعب الأمير سعود بن جلوي، ثم خسر الجيلُ بعدها بأسبوعٍ مباراته أمام العروبة بهدف نظيفٍ أيضًا. نفس النتيجة تكرّرت في الجولة السابعة والعشرين حينما سقطَ أمام نادي الخليج في سيهات.
سقطَ الجيل من جديدٍ في الأحساء وهذه المرّة أمام الوطني بـ 4 – 3 في مباراةٍ مثيرة حسمها الوطني في آخر اللحظات. انتقل الجيل للدمام وعينهُ على النّقاط الثلاثة من أجل الهروبِ أكثر من مؤخّرة جدول الترتيب لكنّه اصطدمَ بنادي النهضة الذي فازَ عليه بـ 2 – 1. نجحَ الجيلُ أخيرًا في آخر جولةٍ في الدوري في الفوزِ على نادي الباطن بـ 3 – 2 وهو ما مكّنه من ضمانِ المركز الحادي عشر والهروب من المراكز الأخيرة.
تمكّن الجيل في آخر 10 مبارياتٍ لعبها في الفوزِ في ثلاث مبارياتٍ بينما تعادل في مباراة واحدة لكنّه خسر ستّ مباريات كاملة ليحصد بذلك 10 نقاطٍ فقط.

### قائمة المباريات
هذه قائمةٌ بمباريات نادي الجيل في موسمهِ الكرويّ 2012–13 في دوري الدرجة الأولى السعودي:
| 12 سبتمبر 2012 1 | الجيل | 4 – 2 | الرياض | الأحساء                              |
| 11:40            |       |       |        | الملعب: ملعب الأمير عبد الله بن جلوي |

| 20 سبتمبر 2012 2 | الربيع | 2 – 3 | الجيل | جدة                                   |
| 12:00            |        |       |       | الملعب: مدينة الملك عبد الله الرياضية |

| 27 سبتمبر 2012 3 | الجيل | 3 – 3 | الطائي | الأحساء                              |
| 11:25            |       |       |        | الملعب: ملعب الأمير عبد الله بن جلوي |

| 10 أكتوبر 2012 4 | النجمة | 0 – 1 | الجيل | عنيزة                    |
| 12:20            |        |       |       | الملعب: ملعب نادي النجمة |

| 18 أكتوبر 2012 5 | الجيل | 1 – 2 | أبها | الأحساء                              |
| 12:15            |       |       |      | الملعب: ملعب الأمير عبد الله بن جلوي |

| 01 نوفمبر 2012 6 | حطين | 0 – 1 | الجيل | جازان                             |
| 11:35            |      |       |       | الملعب: مدينة الملك فيصل الرياضية |

| 08 نوفمبر 2012 7 | الجيل | 1 – 1 | الأنصار | الأحساء                              |
| 11:35            |       |       |         | الملعب: ملعب الأمير عبد الله بن جلوي |

| 14 نوفمبر 2012 8 | الحزم | 2 – 1 | الجيل | الرس                    |
| 11:35            |       |       |       | الملعب: ملعب نادي الحزم |

| 23 نوفمبر 2012 9 | الجيل | 1 – 0 | سدودس | الأحساء                              |
| 14:30            |       |       |       | الملعب: ملعب الأمير عبد الله بن جلوي |

| 28 نوفمبر 2012 10 | الجيل | 1 – 2 | القادسية | الأحساء                              |
| 17:30             |       |       |          | الملعب: ملعب الأمير عبد الله بن جلوي |

| 05 ديسمبر 2012 11 | العروبة | 2 – 1 | الجيل | سكاكا                     |
| 11:40             |         |       |       | الملعب: ملعب نادي العروبة |

| 14 ديسمبر 2012 12 | الجيل | 1 – 1 | الخليج | الأحساء                              |
| 12:00             |       |       |        | الملعب: ملعب الأمير عبد الله بن جلوي |

| 19 ديسمبر 2012 13 | الوطني | 0 – 0 | الجيل | تبوك                                  |
| 11:25             |        |       |       | الملعب: ملعب الملك خالد بن عبد العزيز |

| 26 ديسمبر 2012 14 | الجيل | 2 – 3 | النهضة | الأحساء                              |
| 12:20             |       |       |        | الملعب: ملعب الأمير عبد الله بن جلوي |

| 03 يناير 2013 15 | الباطن | 1 – 0 | الجيل | حفر الباطن               |
| 12:15            |        |       |       | الملعب: ملعب نادي الباطن |

| 23 يناير 2013 16 | الرياض | 2 – 1 | الجيل | الرياض                                 |
| 11:35            |        |       |       | الملعب: ملعب الأمير تركي بن عبد العزيز |

| 01 فبراير 2013 17 | الجيل | 1 – 0 | الربيع | الأحساء                              |
| 11:35             |       |       |        | الملعب: ملعب الأمير عبد الله بن جلوي |

| 07 فبراير 2013 18 | الطائي | 0 – 1 | الجيل | حائل                                    |
| 11:35             |        |       |       | الملعب: ملعب الأمير عبد العزيز بن مساعد |

| 14 فبراير 2013 19 | الجيل | 0 – 0 | النجمة | الأحساء                              |
| 14:30             |       |       |        | الملعب: ملعب الأمير عبد الله بن جلوي |

| 30 فبراير 2013 20 | أبها | 1 – 1 | الجيل | أبها                             |
| 17:30             |      |       |       | الملعب: ملعب سلطان بن عبد العزيز |

| 27 فبراير 2013 21 | الجيل | 1 – 0 | حطين | الأحساء                              |
| 16:00             |       |       |      | الملعب: ملعب الأمير عبد الله بن جلوي |

| 07 مارس 2013 22 | الأنصار | 0 – 1 | الجيل | المدينة المنورة                                  |
| 15:00           |         |       |       | الملعب: مدينة الأمير محمد بن عبد العزيز الرياضية |

| 14 مارس 2013 23 | الجيل | 1 – 4 | الحزم | الأحساء                              |
| 14:30           |       |       |       | الملعب: ملعب الأمير عبد الله بن جلوي |

| 21 مارس 2013 24 | سدوس | 2 – 2 | الجيل | الرياض              |
| 16:00           |      |       |       | الملعب: ملعب الصائغ |

| 27 مارس 2013 25 | القادسية | 1 – 0 | الجيل | الخبر                                      |
| 17:30           |          |       |       | الملعب: مدينة الأمير سعود بن جلوي الرياضية |

| 05 أبريل 2013 26 | الجيل | 0 – 1 | العروبة | الأحساء                              |
| 15:00            |       |       |         | الملعب: ملعب الأمير عبد الله بن جلوي |

| 12 مارس 2013 27 | الخليج | 1 – 0 | الجيل | سيهات                    |
| 15:40           |        |       |       | الملعب: ملعب نادي الخليج |

| 17 أبريل 2013 28 | الجيل | 3 – 4 | الوطني | الأحساء                              |
| 13:30            |       |       |        | الملعب: ملعب الأمير عبد الله بن جلوي |

| 25 أبريل 2013 29 | النهضة | 2 – 1 | الجيل | الدمام                          |
| 15:40            |        |       |       | الملعب: ملعب الأمير محمد بن فهد |

| 02 مايو 2013 30 | الجيل | 3 – 2 | الباطن | الأحساء                              |
| 17:30           |       |       |        | الملعب: ملعب الأمير عبد الله بن جلوي |

### إحصائيات
- سجّل الجيل 36 هدفًا (بمعدل 1.2 في كلّ مباراة) بينما تلقّت شباكه 42 هدفًا (بمعدل 1.4 في كل مباراة).
  - سجّل الجيل 23 هدفًا في المباريات التي خاضها على أرضيّة ملعبه بينما تلقَّى 25 هدفًا.
  - سجّل الجيل 13 هدفًا خارج دياره وتلقَّى في مقابل ذلك 17 هدفًا.
- خسر الجيل خمس مبارياتٍ على التوالي، من الخامسة والعشرين حتى الجولة التاسعة والعشرين.
  - حقَّقَ الجيل انتصارينِ على التوالي فقط كأطول سلسلة انتصارات له في الدوري وذلك في ثلاث مناسبات
- أكبر انتصارٍ حقّقه نادي الجيل في الموسم الكرويّ 2012–13 كان على حسابِ نادي الرياض بأربعة أهداف مقابل اثنين في الجولة الافتتاحيّة للدوري.
  - أكبر خسارة تعرّض لها الجيل في الدوري كانت في الجولة الثالثة والعشرين حينما هُزم على يدِ الحزم بأربعة أهداف مقابل واحد.